# 顾起元
顧起元（1565年—1629年），字太初，號隣初，又號遁園居士，南京江寧縣（今江蘇省南京）人。明代政治人物、學者。

## 生平
顧起元生於嘉靖四十四年乙丑（1565年）十二月初九，其曾祖起冒姓張。少年從學於外舅王可大，可大以女許之。遵父命復姓。後來先後遊王世貞、方弘靜門下。萬曆二十年（1592年）與何棟如、俞彥等人在鄉里共結文社。萬曆二十五年（1597年）登應天鄉試舉人，榜名顧啟元。萬曆二十六年（1598年）會試聯捷第一名（會元），殿試一甲第三名進士（探花），初时授翰林院编修，歷官南京國子監祭酒、吏部左侍郎兼翰林院侍读学士。
晚年迁到杏花村，筑遁园隐居。思宗崇禎二年（1629年）卒，葬于江宁云台山。諡文莊。

## 著作
顧起元精金石之学，工书法。著有《顧氏小史》、《金陵古今圖考說略》、《客座贅語》、《遁園漫稿》等。

## 家族
祖父张雷，贈中宪大夫知府。父顧國輔，進士。弟顧起鳳，萬曆進士。妻王氏，爲王可大之女。
十五世孫顾知微，现代古生物学家，中国科学院院士。